# Genise Vieira Somner
Genise Vieira Somner (1957) es una botánica brasileña. Estudió en la Universidad Federal de Río de Janeiro, obteniendo la licenciatura, en 1977, y en 1984, su M.Sc.. Y en 2001, el doctorado en Ciencias Biológicas (Botánica) por la Universidad de São Paulo; desarrollando actividades académicas en el Jardín Botánico de Río de Janeiro. Se ha especializado en la familia de las sapindáceas.

## Algunas publicaciones
- f.c. Nettesheim, l.f.t. Menezes, d.c. Carvalho, m.m.s. Conde, g.v. Somner, g.a. Rodrigues, d.s.d. Araujo. 2012. Tree and shrub species of the Atlantic Forest on the slopes of Marambaia Island, Rio de Janeiro, Brazil. Biota Neotropica 12: 1-13
- g.v. Somner, m.s. Ferrucci. 2011. Checklist das Spermatophyta do Estado de São Paulo, Brasil: Sapindaceae. Biota Neotropica 11: 366-369
- m.s. Ferrucci, g.v. Somner. 2010. Serjania glandulosa (Sapindaceae:Paullinieae) una nueva especie da Serra do Cabral, Minas Gerais, Brasil. Brittonia 62: 192-197
- n. Tamaio, g.v. Somner. 2010. Development of corded vascular cylinder in Thinouia restingae Ferrucci & Somner (Sapindaceae: Paullinieae). The J. of the Torrey Botanical Soc. 137: 319-326
- g.v. Somner, a.l.g. Carvalho, c.t. Siqueira. 2009. Sapindaceae da Restinga da Marambaia, Rio de Janeiro, Brasil. Rodriguesia 60: 486-507
- ------------------, m.s. Ferrucci. 2009. Serjania littoralis (Sapindaceae), a new species from Brazil. Ann. Botanici Fennici 46: 479-483

### Libros
- g.v. Somner. 1997. Mapeamento da Cobertura Vegetal e listagem das espécies ocorrentes na Área de Proteção Ambiental de Cairuçu, Município de Parati, RJ.- Sapindaceae. Río de Janeiro: Imprinta Gráfica e Editora, vol. 1. 96 pp.
- l.e. Mello Filho, g.v. Somner, a.l. Peixoto. 1992. Centuria Plantarum Brasiliensium Exstinctionis Minitata. Brasília, vol. 1. 175 pp.

### Capítulos de libros
- m.m.s. Conde, g.v. Somner, p. Germano Filho. 2010. Os Sistemas de Classificação. En: m.a.c. Kaplan, h.s. Abreu, h.r.p. Lima, Soares, G.L.G. (orgs.) Abordagem Quimiossistemática e Evolução Química de Fanerógamas. Seropédica: EDUR, p. 17-38
- g.v. Somner, m.s. Ferrucci, n. acevedo-Rodríguez, r. Coelho. 2010. Catálogos de Plantas e Fungos do Brasil: Sapindaceae. En: rafaela c. Forzza, josé fernando a. Baumgratz, carlos eduardo m. Bicudo, Aníbal a. Carvalho jr., Andrea Costa, denise p. Costa, mike Hopkins, paula m. Leitman, lucia g. Lohmann, leonor costa Maia, et al. (orgs.). Catálogos de Plantas e Fungos do Brasil: Sapindaceae. 1ª ed. Río de Janeiro: Andrea Jakobsson Estúdio : Instituto de Pesquisas Jardim Botânico do Rio de Janeiro, vol. 2, pp. 1606-1620
- ------------------, -----------------, m.m.t. da Rosa, r. Coelho. 2009. Flora Fanerogâmica do Estado de Saõ Paulo: Sapindaceae. En: m.g.l. Wanderley, g.j. Sheperd, t. Melhem, a.m. Giulietti (orgs.) Flora Fanerogâmica do Estado de São Paulo - Sapindaceae. São Paulo: FAPESP, vol. 6, pp. 1-70.
- ------------------, -----------------. 2009. Sapindaceae. En: Plantas da Floresta Atlântica. j.r. Stehmann, r.c. Forzza, a. Salino, m. Sobral, d.p. Costa, l.h.y. Kamino (orgs.) Plantas da Floresta Atlântica. Río de Janeiro: Jardim Botânico do Rio de Janeiro, pp. 467-471

A julio de 2013, se poseen veintisiete registros de sus identificaciones y nombramientos de nuevas especies, algunas en coautoría con Ferrucci y con Acev.-Rodr.